# Libellula comanche
Libellula comanche är en trollsländeart som beskrevs av Philip Powell Calvert 1907. Libellula comanche ingår i släktet Libellula och familjen segeltrollsländor. IUCN kategoriserar arten globalt som livskraftig. Inga underarter finns listade i Catalogue of Life.